# Ștefan, prefect de Amalfi
Ștefan a fost prefect de Amalfi de la 879 la 898.
Ștefan a fost căsătorit cu fiica primului prefect cunoscut de Amalfi, Marin. 
El a succedat cumnatului său, Pulcharius, într-o vreme în care orașul Amalfi se afla plasat sub interdict. În 897, Ștefan a început un război cu Ducatul de Sorrento  și cu Ducatul de Neapole. Capturat de către sorrentini, el a fost răscumpărat și a murit la puțină vreme după aceea.
Ștefan a fost succedat de către Manso.